# Campeonato Mundial de Patinaje de Velocidad sobre Hielo de 2013
El CVII Campeonato Mundial de Patinaje de Velocidad sobre Hielo se celebró en Hamar (Noruega) del 16 al 17 de febrero de 2013 bajo la organización de la Unión Internacional de Patinaje sobre Hielo (ISU) y la Federación Noruega de Patinaje sobre Hielo.
Las competiciones se realizaron en el Pabellón Olímpico de la ciudad noruega. 

## Resultados

### Masculino
| Evento                        | Oro                                       | Plata                                 | Bronce                               |
| ----------------------------- | ----------------------------------------- | ------------------------------------- | ------------------------------------ |
| 500 m (16.02)                 | Zbigniew Bródka · Polonia · 35,80 s       | Håvard Bøkko · Noruega · 36,01 s      | Haralds Silovs Letonia 36,20 s       |
| 1500 m (17.02)                | Håvard Bøkko · Noruega · 1:46,34          | Zbigniew Bródka · Polonia · 1:46,49   | Bart Swings · Bélgica · 1:46,51      |
| 5000 m (16.02)                | Sven Kramer · Países Bajos · 6:13,42      | Ivan Skobrev · Rusia · 6:19,06        | Bart Swings · Bélgica · 6:19,72      |
| 10 000 m (17.02)              | Sven Kramer · Países Bajos · 13:11,86     | Bart Swings · Bélgica · 13:11,91      | Håvard Bøkko · Noruega · 13:15,83    |
| Clasificación general (17.02) | Sven Kramer · Países Bajos · 149,288 pts. | Håvard Bøkko · Noruega · 149,447 pts. | Bart Swings · Bélgica · 149,800 pts. |

### Femenino
| Evento                        | Oro                                      | Plata                                          | Bronce                                    |
| ----------------------------- | ---------------------------------------- | ---------------------------------------------- | ----------------------------------------- |
| 500 m (16.02)                 | Christine Nesbitt · Canadá · 38,60 s     | Ireen Wüst · Países Bajos · 39,35 s            | Lotte van Beek · Países Bajos · 39,44 s   |
| 1500 m (17.02)                | Ireen Wüst · Países Bajos · 1:56,30      | Yekaterina Shijova · Rusia · 1:56,31           | Linda de Vries · Países Bajos · 1:57,46   |
| 3000 m (16.02)                | Ireen Wüst · Países Bajos · 4:05,41      | Diane Valkenburg · Países Bajos · 4:08,12      | Ida Njåtun · Noruega · 4:08,64            |
| 5000 m (17.02)                | Ireen Wüst · Países Bajos · 7:05,13      | Diane Valkenburg · Países Bajos · 7:07,07      | Linda de Vries · Países Bajos · 7:09,23   |
| Clasificación general (17.02) | Ireen Wüst · Países Bajos · 161,530 pts. | Diane Valkenburg · Países Bajos · 163,120 pts. | Yekaterina Shijova · Rusia · 163,444 pts. |

## Medallero
- Solo se otorgan medallas en la clasificación general.

| Núm. | País         | Oro | Plata | Bronce | Total |
| ---- | ------------ | --- | ----- | ------ | ----- |
| 1    | Países Bajos | 2   | 1     | 0      | 3     |
| 2    | Noruega      | 0   | 1     | 0      | 1     |
| 3    | Bélgica      | 0   | 0     | 1      | 1     |
| 3    | Rusia        | 0   | 0     | 1      | 1     |
|      | TOTAL        | 2   | 2     | 2      | 6     |